# Feminisme negre
El feminisme negre és un corrent de pensament dins del feminisme que defensa que el sexisme, l'opressió de classes i el racisme estan estretament relacionats. La manera en què aquests conceptes es relacionen entre si rep el nom de interseccionalitat.

## Teoria de la interseccionalitat
El terme interseccionalitat va ser utilitzat per primera vegada per la jurista Kimberlé Crenshaw al 1989. En el seu treball, Crenshaw sosté que l'experiència de ser una dona negra no pot ser entesa de forma independent en termes de ser negra o de ser dona, sinó que la interdependència d'aquests dos termes ha de ser inclosa en el debat. El feminisme en el seu nucli és un moviment per abolir les desigualtats que enfronten les dones. El Col·lectiu Combahee River va exposar al 1974 que l'alliberament de les dones negres implica la llibertat per a totes les persones, ja que suposaria la fi del racisme, el sexisme i l'opressió de classes.

## Història del feminisme negre
El feminisme negre es va popularitzar a la dècada de 1960 com a resposta al Moviment pels drets civils, el qual excloïa a les dones dels llocs de poder i el racisme percebut des del moviment feminista. Durant les dècades de 1970 i de 1980, les feministes negres van formar diversos grups des d'on abordaven el paper de les dones negres en el nacionalisme negre, l'alliberament gai i la segona onada del feminisme. En la dècada de 1990, la polèmica del cas d'Anita Hill va posar el focus d'atenció en el feminisme negre. Les teories feministes negres van arribar a un públic més ampli en la dècada de 2010, gràcies al suport dels mitjans de comunicació.
Les defensores del feminisme negre argumenten que les dones negres estan posicionades dins d'unes estructures de poder d'una forma fonamentalment diferent a les dones blanques. En els últims anys, la distinció del feminisme negre ha donat a llum a l'etiqueta de "feminisme blanc", utilitzada per criticar les feministes que no reconeixen els problemes de la interseccionalitat.
Entre les teories que es van desenvolupar a partir del feminisme negre trobem el "womanism" d'Alice Walker i un revisionisme històric que centra la seva atenció en les dones negres. Angela Davis, Bell Hooks, Kimberlé Williams Crenshaw, i Patricia Hill Collins han sorgit com a líders acadèmics del feminisme negre, alhora que altres dones famoses, en particular Beyoncé, han encoratjat la discussió del feminisme negre en els mitjans de comunicació.